# خاقانی (گوی‌گول)
خاقانی (به لاتین: Xaqani) یک منطقه مسکونی در جمهوری اذربایجان است که در شهرستان گوی‌گول واقع شده است. خاقانی ۱۹۲۲ نفر جمعیت دارد.